# آرمودلو (شوشی)
آرمودلو (به لاتین: Armudlu) یک منطقهٔ مسکونی در جمهوری آذربایجان است که در شهرستان شوشی واقع شده‌است.